# La Sauvagère
La Sauvagère är en kommun i departementet Orne i regionen Normandie i nordvästra Frankrike. Kommunen ligger i kantonen La Ferté-Macé som tillhör arrondissementet Alençon. År 2018 hade La Sauvagère 1 000 invånare.

## Befolkningsutveckling
Antalet invånare i kommunen La Sauvagère
| Referens: INSEE |